# Грот, Альфред Фёдорович
Альфред Фёдорович Грот (1822, Санкт-Петербург — 1895, Санкт-Петербург) — действительный тайный советник, дипломат, сенатор (1868), обер-шенк (1881).

## Биография
Евангелическо-лютеранского вероисповедания. Его отец — лифляндский помещик Фёдор (Фридрих) Грот; мать — Анна, урождённая графиня фон дер Борх, дочь М. И. Борха.
Окончил Императорский Санкт-Петербургский университет со степенью кандидата и 14 ноября 1843 года вступил в службу в ведомство Министерства иностранных дел; с 1844 года — 3-й, с 1845 года — 2-й секретарь канцелярии вице-канцлера Министерства иностранных дел. В 1846 году был отправлен курьером в Турин, оттуда — в Неаполь, затем — через Вену возвратился в Санкт-Петербург; успешное выполнение служебных обязанностей было отмечено кавалерским крестом сардинского ордена Святых Маврикия и Лазаря и чином титулярного советника; в 1847 году стал камер-юнкером.
В 1849 году он был направлен курьером из Санкт-Петербурга через Берлин и Вену в Неаполь, с октября — старший секретарь российской миссии в Неаполе, был награждён Папским орденом Пия 2-й степени (1850). На следующий год вновь был курьером: через Штеттин — в Берлин и Париж. Надворный советник (1851); удостоен Сицилийского ордена Святого Георгия (1852).
В мае 1853 года стал старшим секретарём миссии в Брюсселе; коллежский советник (1854); был награждён орденом Св. Анны 2-й степени (1855) и Командорским крестом бельгийского ордена Леопольда.
С 1856 года А. Ф. Грот переведён старшим секретарём посольства в Париж. С 1857 года он — статский советник (с сохранением звания камер-юнкера); награжден орденом Св. Владимира 3-й степени (1859); в 1862 году получил чин камергера; награждён французским орденом Почетного Легиона офицерского креста, за отличие был произведён 17 марта 1862 года в действительные статские советники. В феврале 1863 года получил от великого герцога Баденского Командорский знак Ордена Льва Церингентского со звездой.
В марте 1863 года был переведён на службу в Закавказский край. Осенью того же года участвовал в рекогносцировке восточного берега Черного моря, произведенной Главнокомандующим Кавказской армией — великим князем Михаилом Николаевичем; получил крест «За службу на Кавказе», а впоследствии медаль «За покорение Западного Кавказа 1859-64 гг.». Был награждён российскими орденами Св. Станислава 1-й степени (1863) и Св. Анны 1-й степени (1865). Также он был награждён персидским орденом Льва и Солнца 1-й степени (1863), турецким орденом Меджидие 2-й степени со звездой (1864) и орденом Саксен-Эрнестинского дома 1-й степени (1868).
С 1866 года он шталмейстер и тайный советник.
«По расстроенному на Кавказе здоровью» в 1868 году уволен с оставлением шталмейстером; награждён орденом Св. Владимира 2-й степени, а также вюртембергским орденом Фридриха 1-й степени и 28 ноября назначен сенатором.
В 1873 году награждён орденом Белого Орла, а в 1875 — орденом Св. Александра Невского. Его дипломатические заслуги продолжали отмечаться иностранными государствами: ряд наград им был получен в течение 1874—1876 годов.
В начале 1879 года он получил чин действительного тайного советника и стал исполнял должность обер-гофмаршала и президента придворной конторы, с оставлением в звании сенатора; с 1881 года обер-шенк Высочайшего двора. С 26 декабря 1884 года по 1 января 1894 года был первоприсутствующим в департаменте герольдии.
В 1888 году получил бриллиантовые знаки к ордену Св. Александра Невского; в 1893 году — орден Св. Владимира 1-й степени.
Умер 26 февраля (10 марта) 1895 года.

## Семья
Поскольку его мать была правнучкой генерал-аншефа графа Г. Броуна, когда умер сын Броуна не оставив потомства, Альфред Фёдорович Грот в феврале 1881 года подал прошение «о дозволении ему, как старшему в роде, пользоваться титулом и гербом фамилии Броун».